# Grmovnica
Grmovnica ali grm je v hortikulturi lesnata rastlina z več debli. 

## Seznam grmovnic
Grmovnice označene z * imajo lahko tudi drevesno obliko.
| A - Abelia (abelija) - Actinidia (aktinidija) - Aloe (aloja) - Aralia * - Arctostaphylos (gornik) * - Aronia - Artemisia (pelin) - Aucuba B - Berberis (češmin) - Bougainvillea (bugenvileja) - Brugmansia - Buddleja (budleja) - Buxus (pušpan) * C - Calia - Callicarpa * - Callistemon * - Calluna (vresa) - Calycanthus - Camellia * - Caragana * - Carpenteria - Caryopteris - Cassiope - Ceanothus * - Celastrus * - Ceratostigma (modrina ali plavica) - Cercocarpus * - Chaenomeles - Chamaebatiaria - Chamaedaphne - Chimonanthus - Chionanthus * - Choisya * - Cistus - Clerodendrum - Clethra * - Clianthus - Colletia - Colutea - Comptonia - Cornus * - Corylopsis * - Cotinus * - Cotoneaster * - Cowania - Crataegus * - Crinodendron * - Cytisus * D - Daboecia - Danae - Daphne - Decaisnea - Dasiphora - Dendromecon - Desfontainea - Deutzia - Diervilla - Dipelta - Dirca - Dracaena * - Drimys * - Dryas E - Elaeagnus * - Embothrium * - Empetrum - Enkianthus - Ephedra - Epigaea - Erica - Eriobotrya * - Escallonia - Eucryphia * - Euonymus * - Exochorda | F - Fabiana - Fallugia - Fatsia - Forsythia - Fothergilla - Franklinia * - Fremontodendron - Fuchsia * G - Garrya * - Gaultheria - Gaylussacia - Genista * - Gordonia * - Grevillea - Griselinia * H - Hakea * - Halesia * - Halimium - Hamamelis * - Hebe - Hedera - Helianthemum - Hibiscus (hibiskus) * - Hippophae * - Hoheria * - Holodiscus - Hudsonia - Hydrangea - Hypericum - Hyssopus - Haithisus * I - Ilex * - Illicium * - Indigofera - Itea J - Jamesia - Jasminum (jasmin) - Juniperus * K - Kalmia - Kerria - Kolkwitzia L - Lagerstroemia * - Lapageria - Lantana - Lavandula - Lavatera - Ledum - Leitneria * - Lespedeza * - Leptospermum * - Leucothoe - Leycesteria - Ligustrum * - Lindera * - Linnaea - Lonicera - Lupinus - Lycium M - Magnolia - Mahonia - Malpighia - Menispermum - Menziesia - Mespilus * - Microcachrys - Myrica * - Myricaria - Myrtus * N - Neillia - Nerium O - Olearia * - Osmanthus | P - Pachysandra - Paeonia - Perovskia - Philadelphus * - Phlomis - Photinia * - Physocarpus * - Pieris - Pistacia * - Pittosporum * - Plumbago - Polygala - Poncirus * - Prunus * - Purshia - Pyracantha Q - Quassia * - Quercus * - Quillaja - Quintinia * R - Rhamnus * - Rhododendron * - Rhus * - Ribes - Romneya - Rosa - Rosmarinus - Rubus - Ruta (rutica) S - Sabia * - Salix * - Salvia - Sambucus * - Santolina - Sapindus * - Senecio - Simmondsia - Skimmia - Smilax - Sophora * - Sorbaria - Spartium - Spiraea * - Staphylea * - Stephanandra - Styrax * - Symphoricarpos - Syringa * T - Tamarix * - Taxus * - Telopea * - Thuja cvs. (Arborvitae) * - Thymelaea - Thymus - Trochodendron * U - Ulex - Ungnadia V - Vaccinium - Verbena - Viburnum * - Vinca - Viscum W - Weigela X - Xanthoceras - Xanthorhiza - Xylosma Y - Yucca * Z - Zanthoxylum * - Zauschneria - Zenobia - Ziziphus * |